# Maror

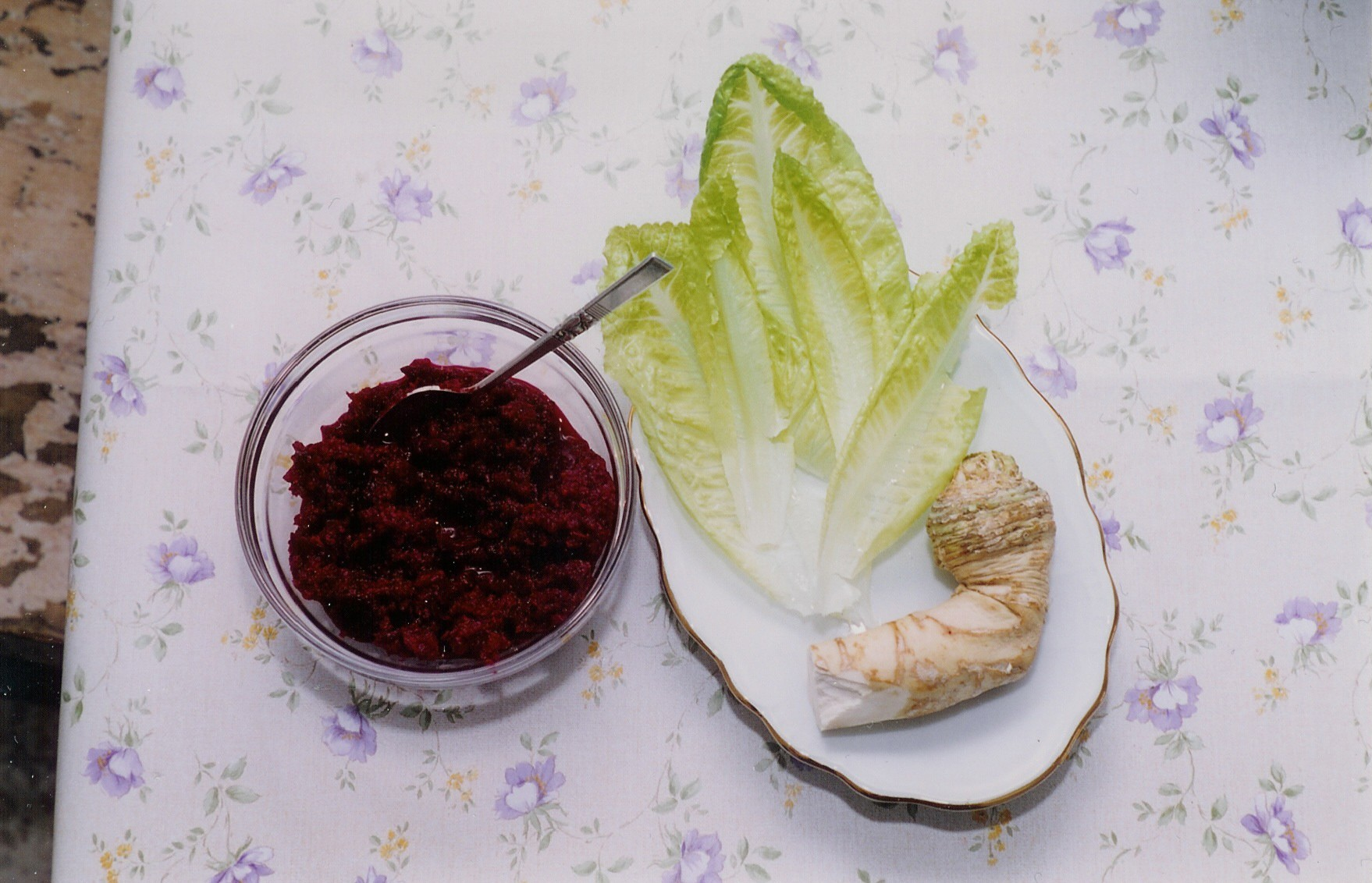
Rábano ralado misturado com beterraba cozida (conhecido como chrein), alface, rábano para ser ralado na hora

Maror (em hebraico: מָרוֹר mārôr) também Marror, refere-se às ervas amargas comidas no Seder da Páscoa, de acordo com o mandamento bíblico "com ervas amargosas a comerão." (Êxodo 12:8).